# Ignorantes
Ignorantes è un singolo del rapper portoricano Bad Bunny e del cantante panamense Sech, pubblicato il 14 febbraio 2020 come secondo estratto dal secondo album in studio di Bad Bunny YHLQMDLG.

## Video musicale
Il video, diretto da Cliqua and Stillz, è stato pubblicato il 13 febbraio 2020, un giorno prima dell'uscita del singolo.

## Tracce
Testi e musiche di Benito Antonio Martínez, Carlos Morales, Enrique Soteldo e Jorge Valdes.
1. Ignorantes – 3:30

## Classifiche

### Classifiche settimanali
| Classifica (2020-22)  | Posizione massima |
| --------------------- | ----------------- |
| Argentina             | 29                |
| Colombia              | 2                 |
| Costa Rica            | 8                 |
| Italia                | 100               |
| Messico               | 2                 |
| Paraguay              | 97                |
| Perù                  | 79                |
| Repubblica Dominicana | 6                 |
| Spagna                | 4                 |
| Stati Uniti           | 49                |
| Svizzera              | 48                |

### Classifiche di fine anno
| Classifica (2020)     | Posizione |
| --------------------- | --------- |
| Guatemala             | 8         |
| Panama                | 2         |
| Repubblica Dominicana | 4         |
| Spagna                | 50        |
| Classifica (2022)     | Posizione |
| Paraguay              | 200       |